# Foz do Iguaçu
Foz do Iguaçu är en stad och kommun i södra Brasilien och ligger i delstaten Paraná. Den är en av delstatens största städer och har cirka 260 000 invånare. Den är en välbesökt turismstad, med de berömda Iguassufallen belägna strax söder om staden. Foz do Iguaçu är belägen vid Iguaçuflodens sammanflöde med den större Paranáfloden, med den paraguayanska staden Ciudad del Este på den västra sidan om Paranáfloden och den argentinska staden Puerto Iguazú i söder. Detta internationella storstadsområde har över en halv miljon invånare.
Staden började som en militär utpost i slutet av 1800-talet, som 1910 blev ett distrikt inom kommunen Guarapuava under namnet Vila Iguassu. Den 10 juni 1914 blev Vila Iguassu en egen kommun, och ändrade namnet till Foz do Iguaçu år 1918.
Iguaçu nationalpark ligger i närheten av staden, och norr över breder Itaipu-dammen ut sig.

## Administrativ indelning
Kommunen var år 2010 indelad i två distrikt:
- Alvorada do Iguaçu
- Foz do Iguaçu